# Вербка (притока Південного Бугу)
Ве́рбка — річка в Україні, в межах Летичівської селищної громади Хмельницького району Хмельницької області. Права притока Південного Бугу (басейн Південного Бугу).

## Опис
Довжина 15 км. Площа водозбірного басейну 49,8 км². Річкова долина розлога, в середній та нижній течії заболочена. Є кілька ставів.

## Розташування
Вербка бере початок у лісовому масиві на південь від села Вербка. Тече в межах Летичівської рівнини спершу на північ, далі — на північний захід (місцями на захід). Впадає до Південного Бугу неподалік від південної околиці села Суслівці. 
Над річкою розташовані села: Вербка і (частково) Суслівці.